# Taoudénit (regio)
Taoudénit is een van de regio's van Mali. Er wonen 18.160 mensen op een gebied van 323.326 vierkante kilometer. Hiermee is het de grootste maar ook de minst bevolkte regio van Mali. De hoofdstad heet tevens Taoudénit.
Taoudénit was tot 2012 een deel van de regio Timboektoe (het noordelijk deel van de cercles Goundam en Timboektoe). Pas in 2016 kreeg de regio een gouverneur.
De regio grenst aan Mauritanië en Algerije en ligt in de Sahara.
hoofdstedelijk district Bamako · Gao · Kayes · Kidal · Koulikoro · Ménaka · Mopti · Ségou · Sikasso · Taoudénit · Timboektoe